# NGC 3603-C
NGC 3603-C (HD 97950C) — спектроскопічна подвійна зоряна система, розташована в центрі скупчення HD 97950 в області зореутворення NGC 3603, приблизно за 25 000 світлових років від Землі. Головна зоря має спектральний клас WN6h і є однією із найяскравіших і наймасивніших із відомих зір.
HD 97950 внесено в каталог як зорю, але вона була відома як щільне скупчення або тісна кратна зоря. У 1926 році шість найяскравіших компонент отримали літери від A до F, хоча деяких із них відтоді розділили на більше ніж одну зорю. Було показано, що зоря C є подвійною, але її супутник не спостерігався.
HD 97950C — зоря Вольфа — Рає (WR), у спектрах якої переважають сильні розширені емісійні лінії. Тип WN6 вказує на те, що лінії іонізованого азоту сильніші порівняно з лініями іонізованого вуглецю, а суфікс h вказує на те, що в спектрі також присутні лінії водню. Цей тип зір є молодим яскравим об'єктом із продуктами термоядерного синтезу циклу CNO, які видно на поверхні через сильне конвективне й обертальне змішування, а також високу швидкість втрати речовини з атмосфери. Лінії випромінювання генеруються зоряним вітром, і фотосфера повністю прихована. Поверхнева частка водню оцінюється в 70 %.
Дві складові зорі NGC 3603-C обертаються одна навколо одної кожні дев'ять днів. Передбачається, що друга компонента системи є значно меншою і тьмянішою за першу і тому не впливає на розрахунок його фізичних властивостей. Маса першої зорі оцінюється в 113 M☉, а світність — у понад 2 000 000 L☉. Хоча зоря дуже молода, її вік складає приблизно 1,5 млн років, вона вже втратила значну частину своєї початкової маси. Початкова маса, за оцінками, становила 137 M☉, що означає сумарну втрату 24 M☉.